# Wing (South Park)
Pour les articles homonymes, voir Wing.
Wing est le troisième épisode de la neuvième saison de la série animée South Park, ainsi que le 128e épisode de l'émission.

## Synopsis
Entrainés par Cartman, les enfants deviennent agents artistiques. Après un cuisant échec avec Token Black, ils décident de s'occuper de Wing, la femme de Tuong Lu Kim.